# Радомяк (футбольный клуб)
Радомский спортивный клуб «Радомяк 1910» (пол. Radomski Klub Sportowy Radomiak Radom) — польский профессиональный футбольный клуб из Радома, основанный в 1910 году. В настоящее время выступает в Экстраклассе — высшем дивизионе в системе футбольных лиг Польши.

## История
В 1910 году был основан клуб, названный «Радомское спортивное товарищество» («Radomskie Towarzystwo Sportowe»). Оно состояло из пяти секций: футбола, велоспорта, тенниса, конькобежного спорта и гимнастики. В 1911 году футболисты РКС сыграли свой первый матч, проиграв со счётом 5:2 «Стелле» из Варшавы.
В 1924 году Спортивная ассоциация Радома получила право играть в Варшавском классе «B», который в то время был вторым уровнем польской футбольной системы (Экстракласа была создана только в 1927 году). В 1925 году они выиграли путёвку в класс «А», а в 1928 году все команды из Радома были переведены в Лигу Кельце, в которую вошли клубы из городов Радом, Кельце, Ченстохова, а также из так называемого Домбровского угольного бассейна. Команда выиграла продвижение в Кельцкую лигу (класс «A»), победив «Хакоа» из Бендзина и «К. С. Сосновец». После победы в Кельцкой лиге Радом сыграл в плей-офф за выход в Экстракласу, где потерпел поражение от «Подгоже» и «Напшода».
До конца 1930-х годов «Радом» был одной из лучших команд лиги, но так и не смог выйти в высшую лигу. Во время Второй мировой войны коллектив прекратил своё существование и вернулся в апреле 1945 года в матче против «Чарни» из Радома. В 1947 году, выиграв региональные игры, «Радом» снова сыграл в плей-офф за право попадания в Экстракласу и проиграл «Видзеву» из Лодзи. Между тем, в апреле 1945 года в Радоме был основан спортивный клуб «Бата». Это название использовалось до июля 1945 года, когда команда была переименована в спортивный клуб «Радомяк». Новая команда выиграла региональные игры, а также чемпионат Варшавы после победы над «Полонией».
В 1946 году «Радомяк» играл в региональных стыковых матчах чемпионата Польши 1946 года. Они обыграли «Люблинянку» со счётом 5:0, а в решающем матче проиграли клубу «ЛКС» со счётом 3:1 в финале. 19 июля 1947 года Мариан Чахор стал первым игроком из Радома, который выступил за сборную Польшу в матче против команды Румынии.
В 1948 году «Радомяк» вошёл во вновь сформированный второй дивизион и оставался там вплоть до 1952 года. Несколько лет «Радомяк» играл в третьем и четвёртом дивизионах. В 1967 году «Радомяк» объединился с Радомской спортивной ассоциацией, и была основана новая организация — Радомский спортивный клуб «Радомяк». В 1969 году команда выиграла переход во второй дивизион, но потом всё же быстро вылетела обратно в низшую лигу. «Радомяк» вернулся во второй дивизион только в 1974 году, однако по результатам сезона был снова понижен.

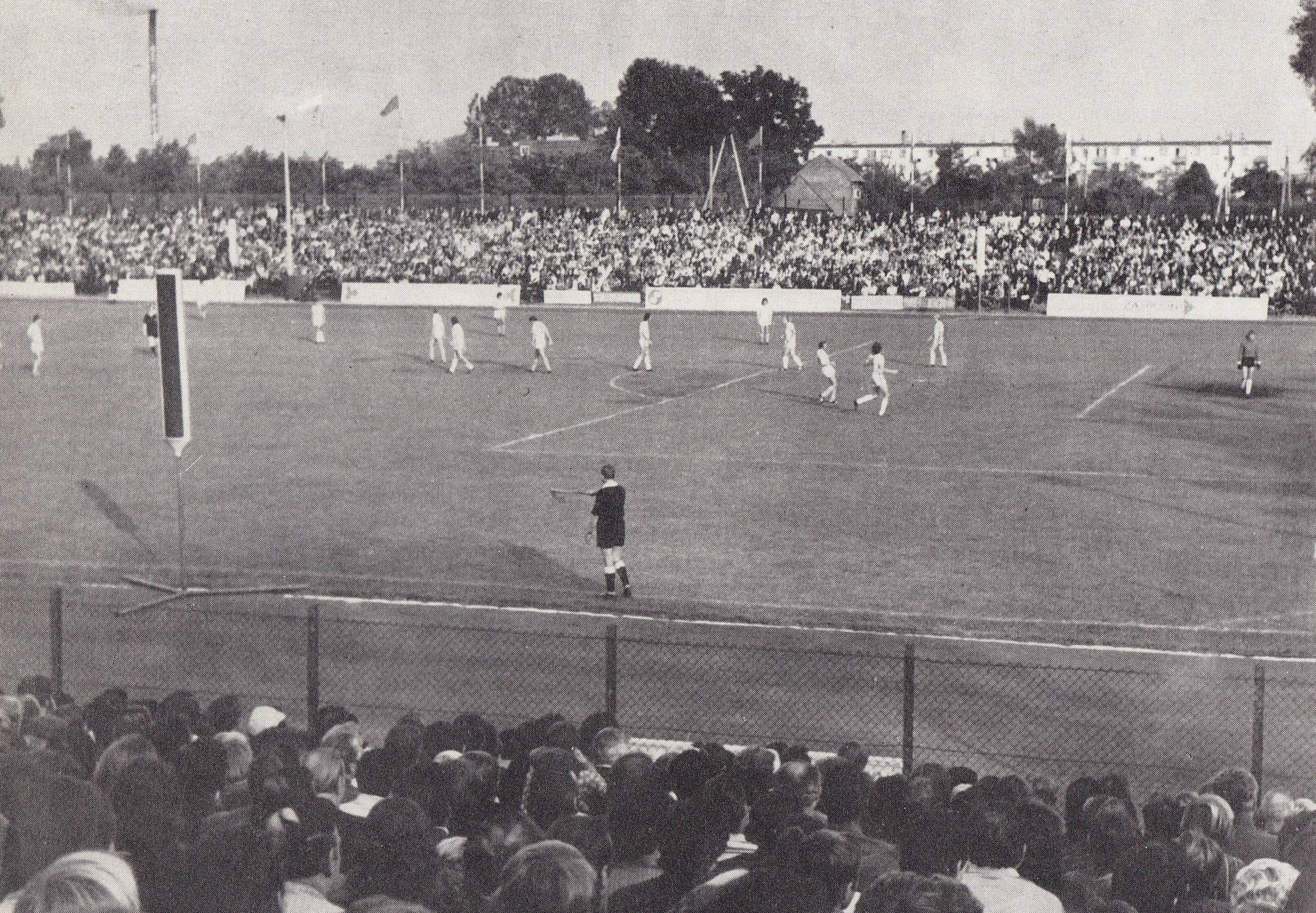
матч на домашнем поле в 1975 году

В 1977 году «Радомяк» снова попал во второй дивизион. На этот раз команда из Радома пробыла там несколько лет. В сезоне 1982-83 годов клуб занял второе место после люблинского «Мотора». Перед сезоном 1983-84 Радомяк считался одним из фаворитов, и команда доказала свой класс, получив повышение 20 июня 1984 года после победы над «Хутником» со счётом 2-1.

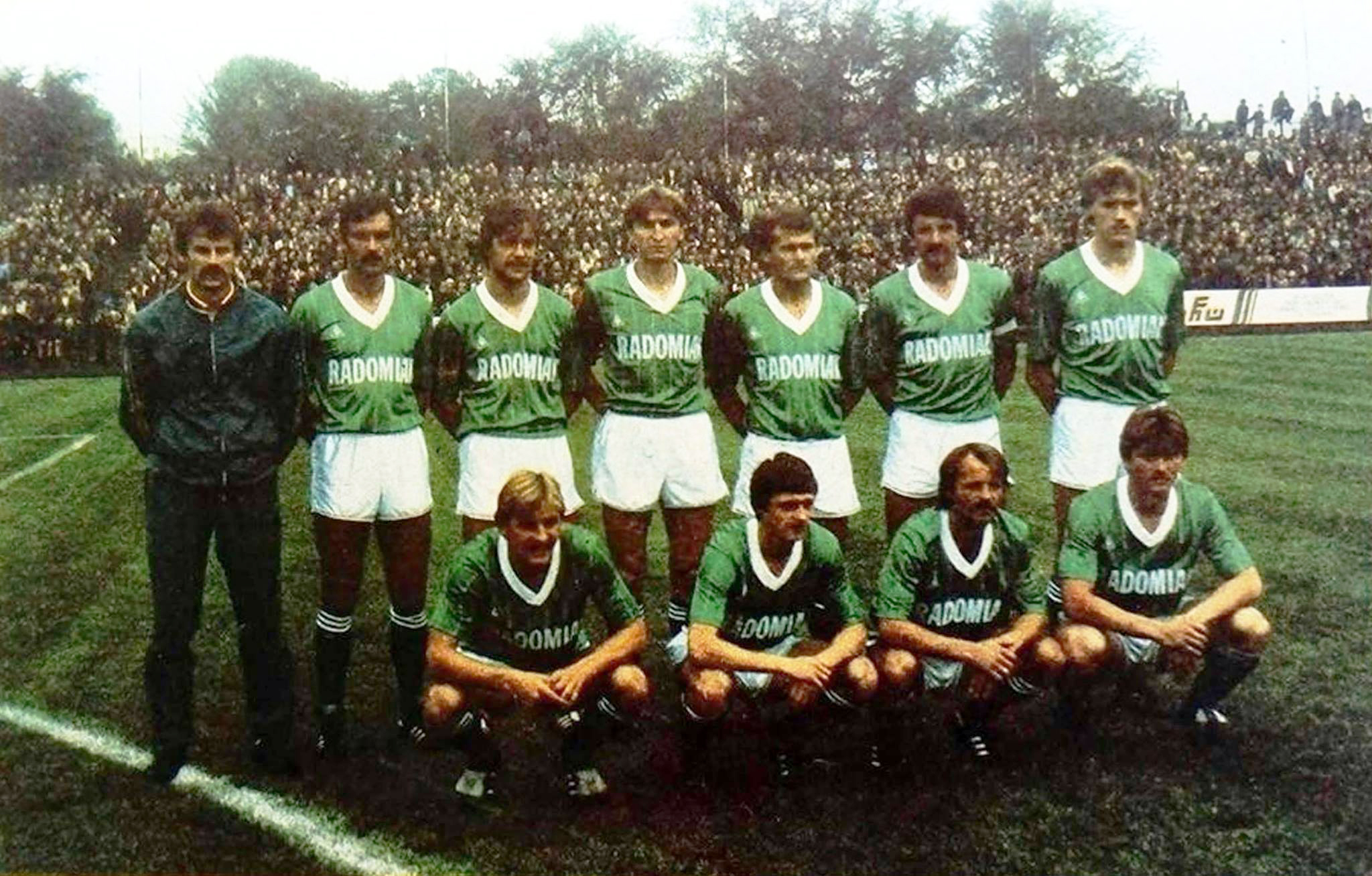
перед матчем с «Легией» 22.09.1984

В своём первом историческом матче в Экстракласе «Радомяк» дома обыграл «Балтык» из Гдыни со счётом 3:0. После осенней части сезона «Радомяк» оказался на пятом месте, отстав на семь очков от лидера лиги «Легии». Весенняя часть Экстракласы 1984-85 обернулась разочарованием, поскольку «Радомяк» продолжал проигрывать и вылетел вместе с «Вислой» из Кракова. В 1989 году «Радомяк» был переведён в третий дивизион и вернулся на второй уровень в июне 1993 года. С Рафалом Сьядачкой в качестве лучшего игрока команда из Радома завершила сезон 1993-94 на четвёртом месте. Однако в следующем сезоне клуб в очередной раз был понижен.

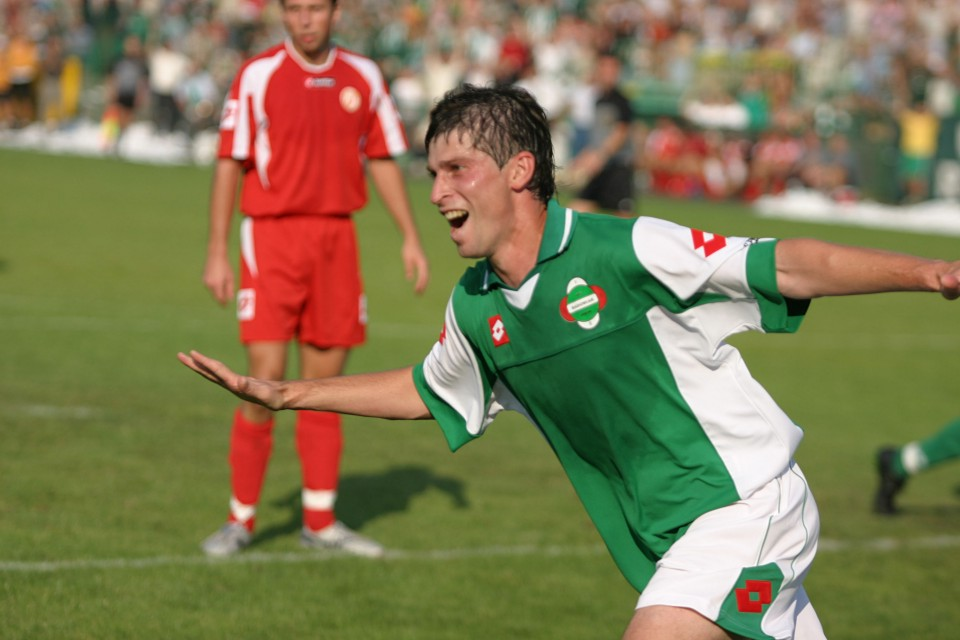
нападающий Раймондас Виленишкис в 2005 году

В начале лета 2004 года «Радомяк», занявший второе место в третьем дивизионе, встретился с «Тлоки» из Горжице в плей-офф второго дивизиона (3-1, 1-2). С Мацеем Черлецким и Гражвидасом Микуленасом команда избежала вылета, победив «Тлоки» Горжице в плей-офф. Тем не менее уже в следующем году «Радомяк» проиграл плей-офф «Одре» (1-1, 2-4) и вернулся на третий уровень. В 2008 году «Товарищество» было признано банкротом из-за долгов, и на его месте было создано акционерное общество. Команда получила лицензию на игру в новой 4-й лиге (аналог предыдущей 5-й лиги) и впервые в истории приняла участие в играх 5-го уровня в системе лиг. В сезоне 2008/2009 «Радомяк» занял первое место в таблице и перешёл в 3-ю лигу (Лодзинско-Мазовецкая группа). Через два года, заняв 1-е место, команда попала во 2-ю лигу (восточная группа). Заняв 12-е место в сезоне 2013/2014, «Радомяк» был переведён в 3-ю лигу в результате реорганизации турнира. Через год он вернулся на более высокий уровень лиги, заняв первое место в таблице третьей лиги и обыграв в стыковых матчах победителя другой группы «Вислу» из города Сандомир.
В сезоне 2015/2016 «зелёные» заняли 4-е место во 2-й лиге, но проиграли матч плей-офф перехода в 1-ю лигу «Бытовии». Через год, в последнем туре лиги, они потеряли 4-ю позицию и завершили игру на пятом месте. В сезоне 2018/2019 команда вышла в 1-ю лигу после победы над «Саркой» в 33 туре. «Радомяк» вернулся во 2-й дивизион через 13 лет. В сезоне 2019/2020 команда сенсационно заняла 4-е место в 1-й лиге, получив возможность играть в плей-офф за выход в высшую лигу. 28 июля 2020 года «Радомяк» обыграл «Медзь» дома в полуфинале плей-офф со счётом 3:0, но в финале уступил «Варте» из Познани со счётом 0:2. 13 июня 2021 года команда из Радома, победив в последнем туре сезона 2020/21 «Корону» со счётом 2:0, спустя 36 лет во второй раз в своей истории вышла в Экстракласу.

### История выступлений
| Сезон     | Лига    | Лига                                                | Лига  | Кубок Польши |
| Сезон     | Уровень | Уровень                                             | Место | Кубок Польши |
| 1969/1970 | III     | III лига (группа II)                                | 16/16 | -            |
| 1970/1971 | III     | III лига (группа V)                                 | 1/16  | 3-й раунд    |
| 1971/1972 | III     | III лига (группа V)                                 | 1/16  | 3-й раунд    |
| 1972/1973 | III     | III лига (группа II)                                | 13/16 | -            |
| 1973/1974 | III     | окружная лига (группа Кельце)                       | 1/15  | -            |
| 1974/1975 | II      | II лига (южная группа)                              | 14/16 | -            |
| 1975/1976 | III     | окружная лига (группа Кельце)                       | 1/14  | -            |
| 1976/1977 | III     | III лига (группа III)                               | 1/14  | 1/16 финала  |
| 1977/1978 | II      | II лига (северная группа)                           | 5/16  | -            |
| 1978/1979 | II      | II лига (восточная группа)                          | 6/16  | 2-й раунд    |
| 1979/1980 | II      | II лига (восточная группа)                          | 7/16  | 1/16 финала  |
| 1980/1981 | II      | II лига (восточная группа)                          | 11/16 | 2-й раунд    |
| 1981/1982 | II      | II лига (восточная группа)                          | 11/16 | 4-й раунд    |
| 1982/1983 | II      | II лига (восточная группа)                          | 3/16  | 1/8 финала   |
| 1983/1984 | II      | II лига (восточная группа)                          | 1/16  | 3-й раунд    |
| 1984/1985 | I       | I лига                                              | 15/16 | 3-й раунд    |
| 1985/1986 | II      | II лига (западная группа)                           | 7/16  | 1/16 финала  |
| 1986/1987 | II      | II лига (западная группа)                           | 8/16  | 2-й раунд    |
| 1987/1988 | II      | II лига (западная группа)                           | 9/16  | 3-й раунд    |
| 1988/1989 | II      | II лига (западная группа)                           | 14/16 | 2-й раунд    |
| 1989/1990 | III     | III лига (группа IV)                                | 2/20  | 1/16 финала  |
| 1990/1991 | III     | III лига (группа VI)                                | 3/16  | 1-й раунд    |
| 1991/1992 | III     | III лига (группа VI)                                | 2/16  | 3-й раунд    |
| 1992/1993 | III     | III лига (группа V)                                 | 1/16  | 3-й раунд    |
| 1993/1994 | II      | II лига (восточная группа)                          | 4/18  | 1/16 финала  |
| 1994/1995 | II      | II лига (восточная группа)                          | 15/16 | 2-й раунд    |
| 1995/1996 | III     | III лига (группа V)                                 | 14/14 | 2-й раунд    |
| 1996/1997 | IV      | IV лига                                             | -     | -            |
| 1997/1998 | IV      | IV лига                                             |       | 1-й раунд    |
| 1998/1999 | IV      | IV лига (гр. Люблин, Радом, Бяла Подляска, Седльце) | 2/18  | -            |
| 1999/2000 | IV      | IV лига (гр. Люблин, Радом, Бяла Подляска, Седльце) | 1/18  | -            |
| 2000/2001 | III     | III лига (группа I)                                 | 9/20  | 1-й раунд    |
| 2001/2002 | III     | III лига (группа I)                                 | 14/18 | -            |
| 2002/2003 | IV      | IV лига (группа мазовецкая)                         | 1/18  | -            |
| 2003/2004 | III     | III лига (группа I)                                 | 2/16  | -            |
| 2004/2005 | II      | II лига                                             | 16/18 | -            |
| 2005/2006 | II      | II лига                                             | 14/18 | 1/8 финала   |
| 2006/2007 | III     | III лига (группа I)                                 | 7/16  | 1/4 финала   |
| 2007/2008 | III     | III лига (группа I)                                 | 7/16  | -            |
| 2008/2009 | V       | IV лига (мазовецкая)                                | 1/17  | -            |
| 2009/2010 | IV      | III лига (группа лодзинско-мазовецкая)              | 2/16  | -            |
| 2010/2011 | IV      | III лига (группа лодзинско-мазовецкая)              | 4/16  | -            |
| 2011/2012 | IV      | III лига (группа лодзинско-мазовецкая)              | 1/16  | -            |
| 2012/2013 | III     | II liga (восточная группа)                          | 9/18  | -            |
| 2013/2014 | III     | II лига (восточная группа)                          | 12/18 | -            |
| 2014/2015 | IV      | III лига (группа лодзинско-мазовецкая)              | 1/16  | 1-й раунд    |
| 2015/2016 | IV      | II лига                                             | 8/18  | -            |
| 2016/2017 | III     | II лига                                             | 4/18  | 1/16 финала  |
| 2017/2018 | III     | II лига                                             | 5/18  | 1/32 финала  |
| 2018/2019 | III     | II лига                                             | 1/18  | 1/32 финала  |
| 2019/2020 | II      | I лига                                              | 4/18  | 1/16 финала  |
| 2020/2021 | II      | I лига                                              | 1/18  | 1/8 финала   |

## Радомское спортивное товарищество
- 1910: Радомское спортивное товарищество
- 1921: Радомский спортивный кружок
- 1950: «Огнево»
- 1958: Радомский спортивный кружок

## Радомяк Радом
- 1945: Радомский спортивный клуб «Радомяк» Радом
- 1950: «Звйонзковец» Радом
- 1951: «Влукняж» Радом
- 1958: Спортивный клуб «Радомяк» Радом
- 1967: Радомский спортивный клуб «Радомяк» Радом
- с 2008: Радомский спортивный клуб «Радомяк 1910» Радом

## Состав команды
Примечание: Флаги указываются, так как игрок может иметь более одного гражданства по правилам ФИФА.
| №  |              | Позиция | Игрок                               |
| -- | ------------ | ------- | ----------------------------------- |
| 3  | Польша       | Защ     | Артур Богуш                         |
| 4  | Польша       | Защ     | Мацей Свидзиковский                 |
| 5  | Гвинея-Бисау | Защ     | Мамаду Канде                        |
| 6  | Польша       | ПЗ      | Адам Банасяк                        |
| 7  | Польша       | ПЗ      | Милош Козак                         |
| 9  | Бразилия     | Нап     | Леандро Росси                       |
| 10 | Польша       | ПЗ      | Матеуш Радецкий                     |
| 11 | Польша       | ПЗ      | Михал Капут                         |
| 12 | Польша       | Вр      | Матеуш Кохальский (арендован Легия) |
| 14 | Польша       | Защ     | Дамиан Якубик                       |
| 16 | Польша       | Защ     | Матеуш Цихоцкий                     |
| 18 | Франция      | Нап     | Моримакан Диане                     |
| 19 | Польша       | Нап     | Кароль Ангельский                   |
| 20 | Камерун      | ПЗ      | Ален Эбвеле                         |

| №  |                           | Позиция | Игрок                                 |
| -- | ------------------------- | ------- | ------------------------------------- |
| 21 | Польша                    | ПЗ      | Доминик Банах                         |
| 23 | Португалия                | ПЗ      | Филипе Наскименту                     |
| 24 | Соединённые Штаты Америки | ПЗ      | Атанасиос Шейдт                       |
| 25 | Польша                    | ПЗ      | Дамиан Гонска (арендован Шлёнск)      |
| 27 | Словения                  | Нап     | Рок Сирк (арендован Заглембе)         |
| 29 | Бразилия                  | Защ     | Рафаэль Росси Бранко (арендован Сьон) |
| 30 | Польша                    | Защ     | Матеуш Бодзёх                         |
| 32 | Польша                    | Вр      | Ян Шпадерский                         |
| 33 | Польша                    | Защ     | Давид Абрамович                       |
| 55 | Германия                  | ПЗ      | Мейк Карвот                           |
| 77 | Польша                    | Нап     | Патрык Микита                         |
| 88 | Ангола                    | ПЗ      | Амансио Фортес                        |
| 97 | Польша                    | Нап     | Доминик Сокул                         |